# Cinina
El terme cinina s'utilitza per descriure un grup d'estructures polipeptídiques endògenes animals que actuen localment per induir vasodilatació i contracció de la musculatura llisa, esdevenint part del que es coneix com a pèptids vasoactius, que alhora formen part dels anomenats mediadors de la inflamació.
Es formen partir dels cininògens presents en el plasma per mitjà d'una proteasa específica anomenada cal·licreïna.
La cinina més coneguda i estudiada és la bradicinina, que juntament amb la cal·licreïna i altres cinines formen part dels anomenats autacoides.
En botànica el terme cinina era utilitzat per referir-se a un grup d'hormones vegetals que endarrereixen l'envelliment cel·lular. Per evitar confusions, aquestes van passar a dir-se citocinines.

## Funció
Les cinines actuen localment per produir dolor, vasodilatació, augment de la permeabilitat vascular i síntesi de prostaglandines. Així, formen un subconjunt del gran nombre de mediadors que contribueixen a la resposta inflamatòria. Les cinines transmeten els seus efectes mitjançant receptors acoblats a proteïnes G.
La cinina actua sobre els axons per bloquejar els impulsos nerviosos, la qual cosa condueix a la relaxació muscular distal. També pot actuar com a neuroestimulador, causant sensació de dolor. La cinina augmenta la permeabilitat vascular actuant sobre les cèl·lules endotelials vasculars per provocar la contracció cel·lular. Simultàniament indueix l'expressió local de molècules adhesives; augmenta l'adhesió i l'extravasació de leucòcits. La cinina és ràpidament inactivada per les proteases generades localment durant els processos esmentats.
Les cinines també poden regular la funció cardiovascular i renal mitjançant la mediació dels efectes dels inhibidors de l'enzim conversiu de l'angiotensina. La reducció de l'activitat de la cinina pot provocar hipertensió arterial, retenció de sodi i estrenyiment dels vasos sanguinis.